# Бланка (Street Fighter)
Бланка (яп. ブランカ Буранка, англ. Blanka) — персонаж серии видеоигр Street Fighter, дебютировал в оригинальной Street Fighter II и изображался в виде желтоватого цвета кожи дикаря, носящего длинные оранжевые волосы и коричневые шорты, вследствие чего Бланка напоминает больше монстра, чем человека. Характеризуется как феральный человек.

## Создание
Дизайн Бланки был придуман Акирой Ясуда и, первоначально его сделали африканцем по имени Анабебе, которого воспитал лев. Его прототипное имя было «Big Dean Caves», Бланка изначально должен был больше похож на пещерного человека, и ходят слухи, что дизайн для King Rasta Mon из игры Saturday Night Slam Masters, был одной из ранних моделей для персонажа Бланки. После выхода Final Fight, Capcom вернулось к Street Fighter II; изменению подвергся и дизайн Бланки, который приобрёл черты ниндзя и рестлера из Tiger Mask. Дальнейшие изменения в дизайне персонажа стали каноническими; Бланку стали изображать с длинными нечёсанными волосами и бакенбардами, а имя было изменено на Хаммер Бланка. Создатели решили сделать его звероподобным, дабы внести колорит среди слишком человекоподобных персонажей.
В сюжетной линии игры говорится, что он был очень бледный и некогда известный у местных как «Hombre Бланко» (Белый человек) и это адаптировали под имя Бланка. Это странно, поскольку в Бразилии, где по сюжету живёт Бланка говорят не по-испански, а по-португальски (в котором это выражение будет «Homem Branku»). Его зелёный цвет кожи в японской версии игр объясняется его постоянное использование хлорофилла растений, чтобы лучше вписаться в джунглях в окружающую среду, в американской версии зелёный цвет объясняется тем, что его ударила молния, и вероятно использование электричества также связано с этим. Изменения цвета в конечном счёте стали постоянными. Его окраска изменилась в более поздних играх, сделав его ярко-зелёным с ярким оранжевыми волосами, в отличие от желтовато-зелёной кожи в Street Fighter II. Стиль боевых действий Бланки в играх — самоучка, дикий боевой стиль, однако, Отдел Capcom в США вырисовывает это как технику капоэйры. Важной особенностью персонажа является его способность вырабатывать статическое электричество большой мощности.

## Вымышленная биография
Согласно сюжету в концовке Street Fighter II, он воссоединяется со своей матерью, которая узнаёт его по цепям на ногах которые он носит. Она рассказывает что Бланку когда-то звали Джимми, перед тем как он попал в авиакатастрофу, будучи маленьким мальчиком. Это крушение вынудило его расти в дикой среде, не считая небольшой деревеньки неподалёку. Из-за крушения Бланка был разъединён со своей матерью.
В Street Fighter Alpha III, в режиме истории Бланка столкнётся с Дэном Хибики и узнает, что когда-то он спас ему жизнь. Далее Бланка встречает Зангиева, как второго серединного босса, и случайно мешает ему в операции по уничтожению криминальной организации Шадалу, также перед встречей с Байсоном Бланка встречает Балрога, после победы над Байсоном Бланка, Дэн и Сакура работают командой и уничтожают психо-драйв.
В Street Fighter IV, Бланка покидает свою маму, так как люди на улицах странно на него смотрят, и отправляется в Гонконг с Дэном. В его концовке показано, что его мама отправилась искать его и они воссоединяются. Бланка также появляется в концовке Дэна, когда он бродил по штабу S.I.N. он врезается в выбежавшего из-за угла Дэна и единственное что он успевает увидеть — пламя, стремительно направляющееся к ним. Пламя исчезает до того как успевает настигнуть их, так как оно было потушено Хадукенами Рю и сакуры. Бланка также появляется в некоторых Спин-оффах. Бланка был доступным персонажем в поздних частях СФ EX: Street Fighter EX 2 и Street Fighter EX 3. Он также появлялся как играбельный персонаж в Capcom vs. SNK и Capcom vs. SNK 2. Его концовка в Capcom vs. SNK 2: Он думал, что его доставили домой, но когда вышел из самолёта вместо этого оказался в зоопарке.
В игре Marvel Super Heroes versus Street Fighter, Бланка появляется в финале другого зеленокожего гиганта, Невероятного Халка. В финале, Брюс Баннер предполагает, что гамма-излучения обусловили мутации Бланки, также как это они сделали с ним.
В фильме 1994 года «Уличный боец» Бланку играет актёр Роберт Маммон. История Бланки в фильме изменена, создатели фильма произвели слияние персонажей Бланки и Чарли. Согласно фильму, пойманный Байсоном Чарльз Карлос Бланка был подвергнут генетической мутации и превратился в монстра.

## Отзывы

### Положительные
- Бланка получил 7 место в 25 лучших персонажей в серии Street Fighter по версии IGN[6].
- IGN назвала Бланку «…одним из самых узнаваемых персонажей в игре»[11]
- Различные издания дают Бланке лестные оценки. GamesRadar сказали про Бланку, что он «… не обошёл по популярности Бланку, однако имеет большую армию поклонников»[12]. GameDaily поместили Бланку в список Топ-20 персонажей Street Fighter[13]. UGO поместило Бланку в 13 место в Топ-50 персонажей Steet Fighter[14]. GameSpy поместили Бланку в список 25-и самых брутальных персонажей, из-за его внешности и жестоких приёмов[15]. В 2012 году Бланка попал в список 100 великих бразильянцев всех времён[англ.][16].
- Вместе с Кеном Мастерсом Бланка делит 9-е место в списке Топ-персонажей 1991 года по версии японского журнала Gamest, в топе 1992 года занял 38 место[17][18]
- GamesRadar отозвались о Бланке как о «…самом диком из сумасшедших персонажей, заставляющих ещё больше любить Capcom»[19].

### Критика
- Издания Computer and Video Games, GamesRadar и Game Revolution отозвались негативно о Бланке из-за его трудноуправляемости[19][20][21]
- Журнал «Empire» назвал концовку сюжетной игры за Бланку худшей в игре[22]
- Бразильские игроманы по-большей части недовольны персонажем, точнее тем, что Capcom сделали его бразильцем. Продюсер Capcom Ёсинори Оно был удивлён этим[23]. Кроме того, в одном из выпусков программы Custe o Que Custar[англ.] впоследствии было выявлено, что самыми узнаваемыми бразильцами в Испании являются Джизель Бундхен, Пеле и третье место занял Бланка. Более того, в 2009 году, когда Рио-де-Жанейро был выбран в качестве столицы Летних Олимпийских игр 2016, кандидатура Бланки была выбрана в качестве неофициального символа игр[24].